# Kostel svatého Klementa (Chlumčany)
Kostel svatého Klementa je římskokatolický filiální kostel v Chlumčanech v okrese Louny. Od roku 1964 je chráněn jako kulturní památka.

## Historie
První kostel je v Chlumčanech zmiňován již roku 1354, ale v roce 1770 byl zbořen a v dalších čtyřech letech na jeho místě vznikl nový kostel postavený v pozdně barokním slohu. Na konci první čtvrtiny devatenáctého století byla obnovena věž. Ve druhé polovině dvacátého století neudržovaný kostel chátral, a proto byl v roce 1986 zařazen na seznam kostelů v lounském okrese určených k demolici. Řízení o zrušení památkové ochrany bylo po roce 1989 zastaveno a v letech 2010–2011 proběhla oprava.

## Stavební podoba
Jednolodní obdélný kostel má pravoúhle uzavřený presbytář, k jehož severní straně je připojen a čtvercová sakristie. Západní průčelí má konkávně vyžlabené boční části, před které vystupuje středový rizalit s pilastry, oválnými okny a obdélným vstupním portálem. Zdobí ho segmentový štít, nad který vybíhá hranolová věž s cibulovou střechou. Kostelní loď má zaoblené rohy, stěny členěné pilastry a strop tvořený plackovou klenbou se štukovým rámem. V západní části lodi stojí malá zděná kruchta s dřevěným zábradlím. Presbytář je od lodi oddělený stlačeným vítězným obloukem s dvojicí pilastrů. I v presbytáři je použita placková klenba.

## Zařízení
Zařízení kostela je převážně rokokové. Hlavní oltář s obrazem svatého Klementa ze druhé poloviny osmnáctého století zdobí sochy andělů. Na podstavcích u bočního oltáře Panny Marie stojí sochy svatého Petra a svatého Pavla z osmnáctého století. K vybavení patří také kazatelna ze stejné doby a obraz Panny Marie ze sedmnáctého století.

## Galerie

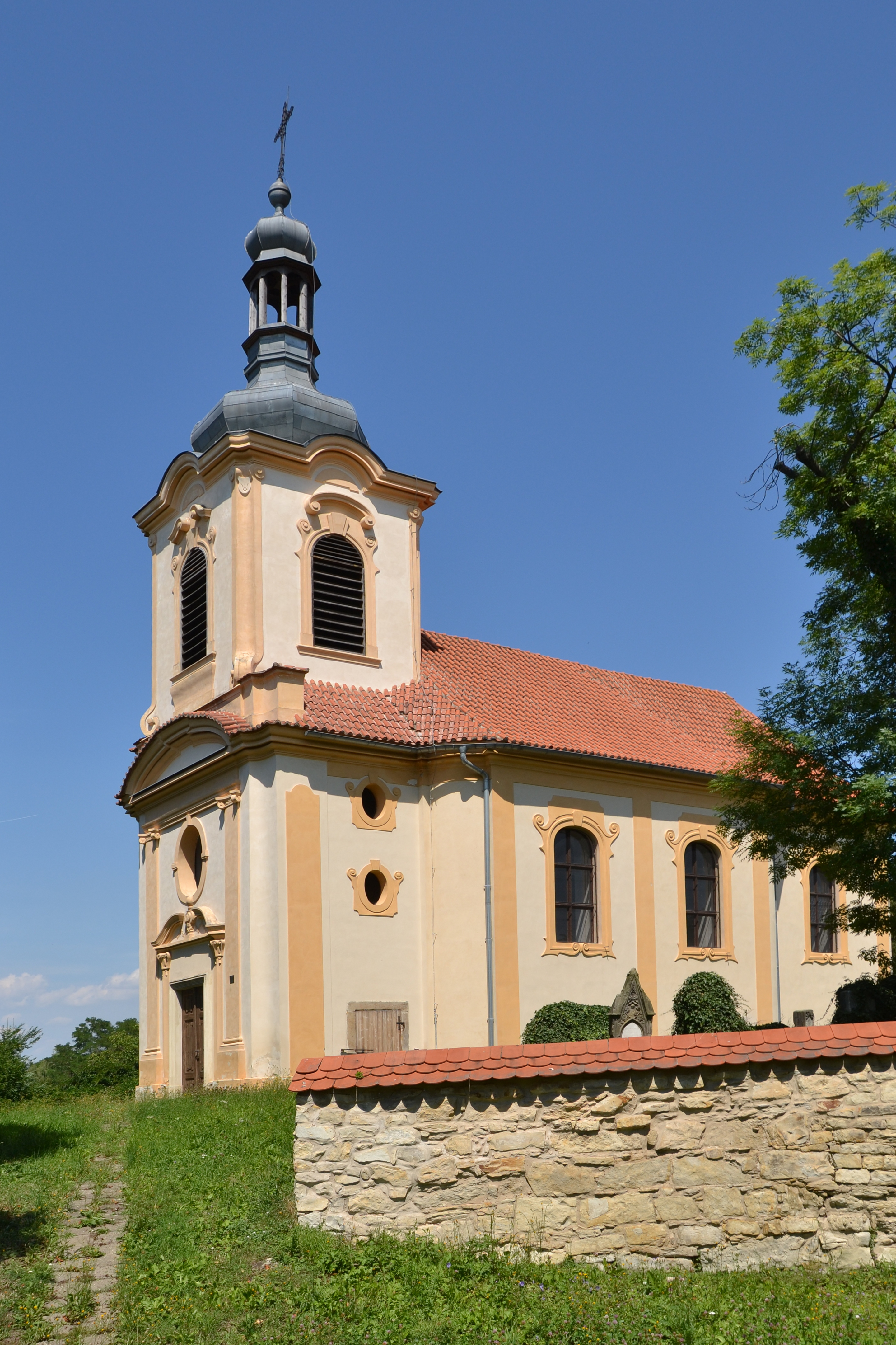
Pohled z jihozápadu
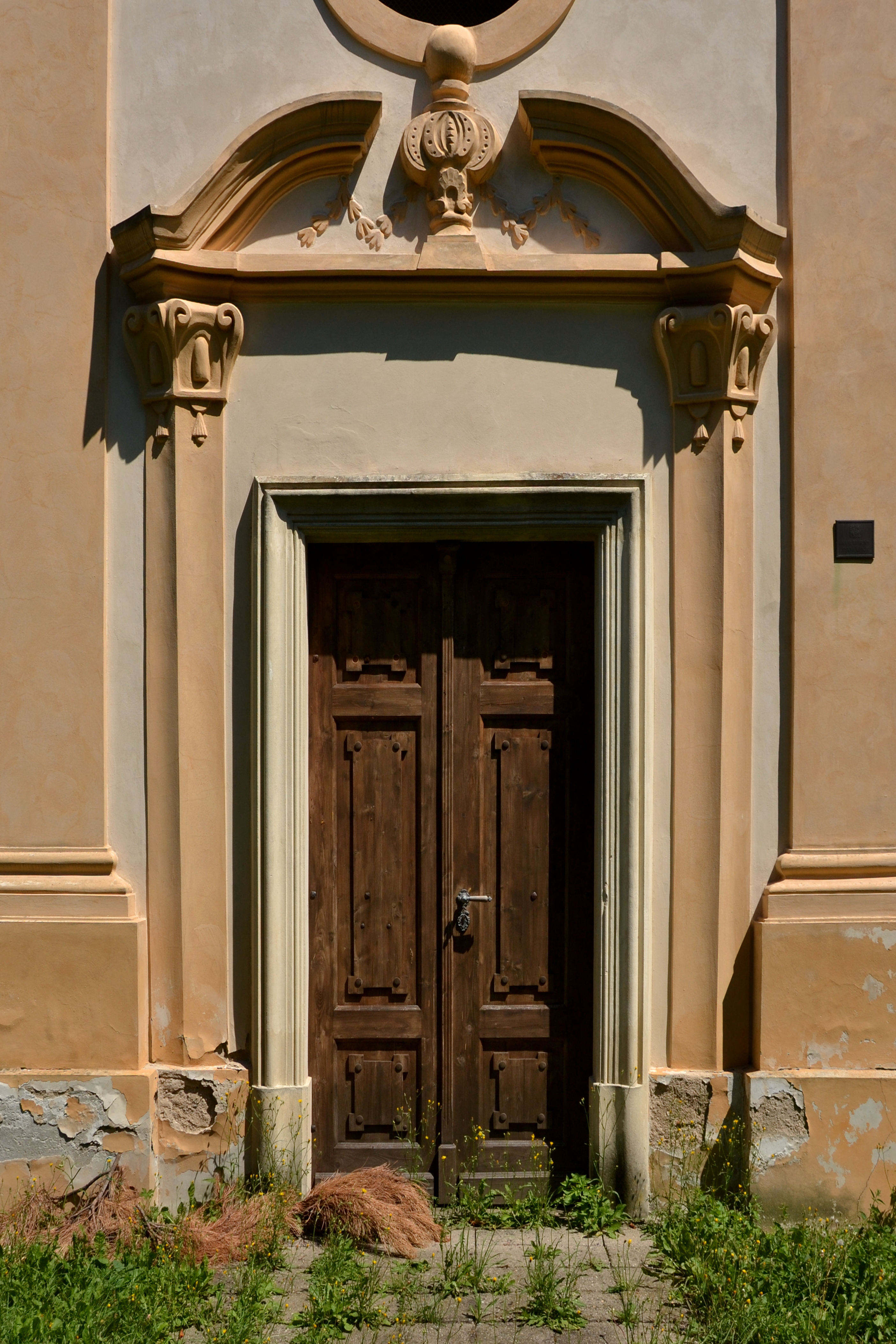
Portál v západním průčelí věže
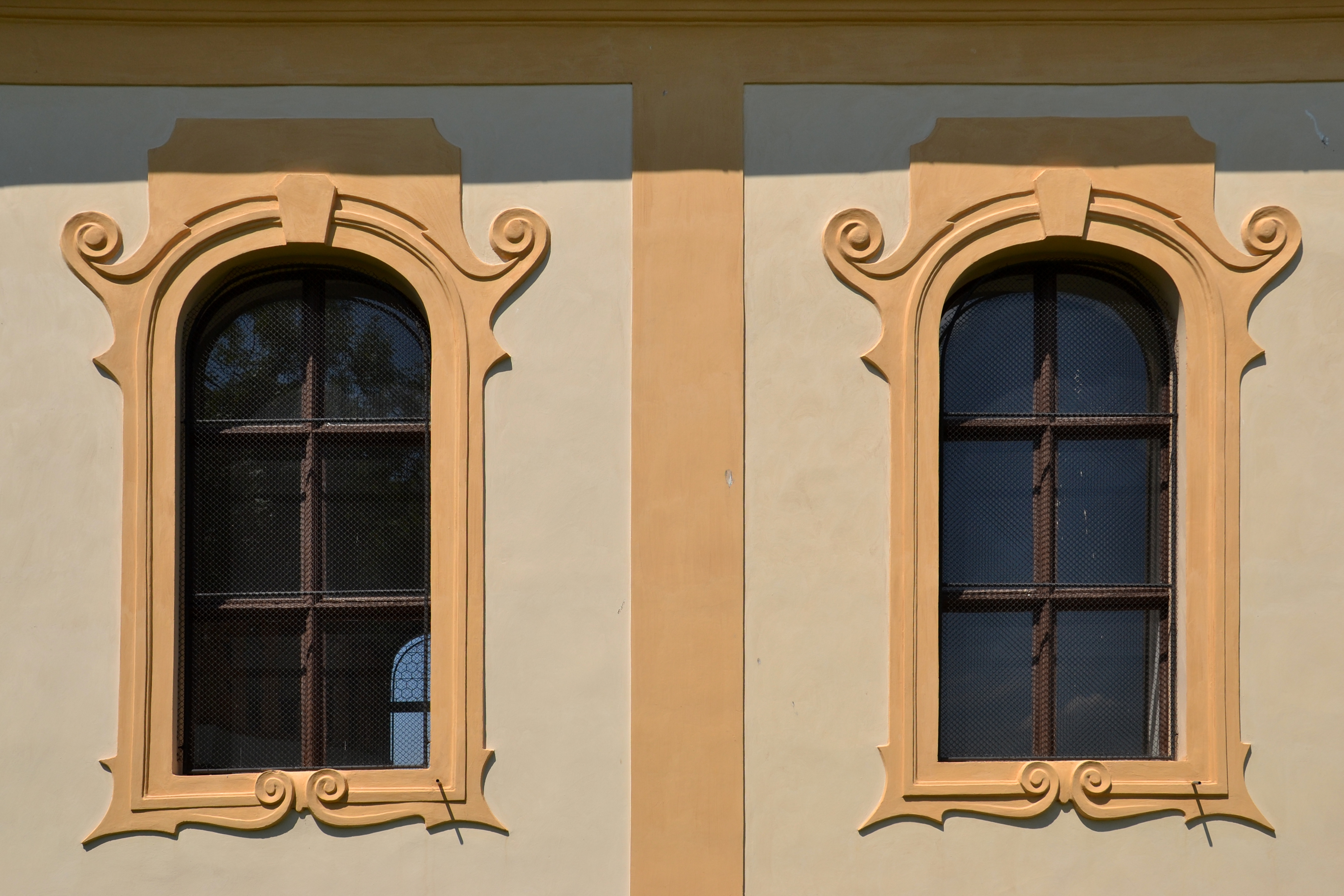
Okna na jižní straně lodi
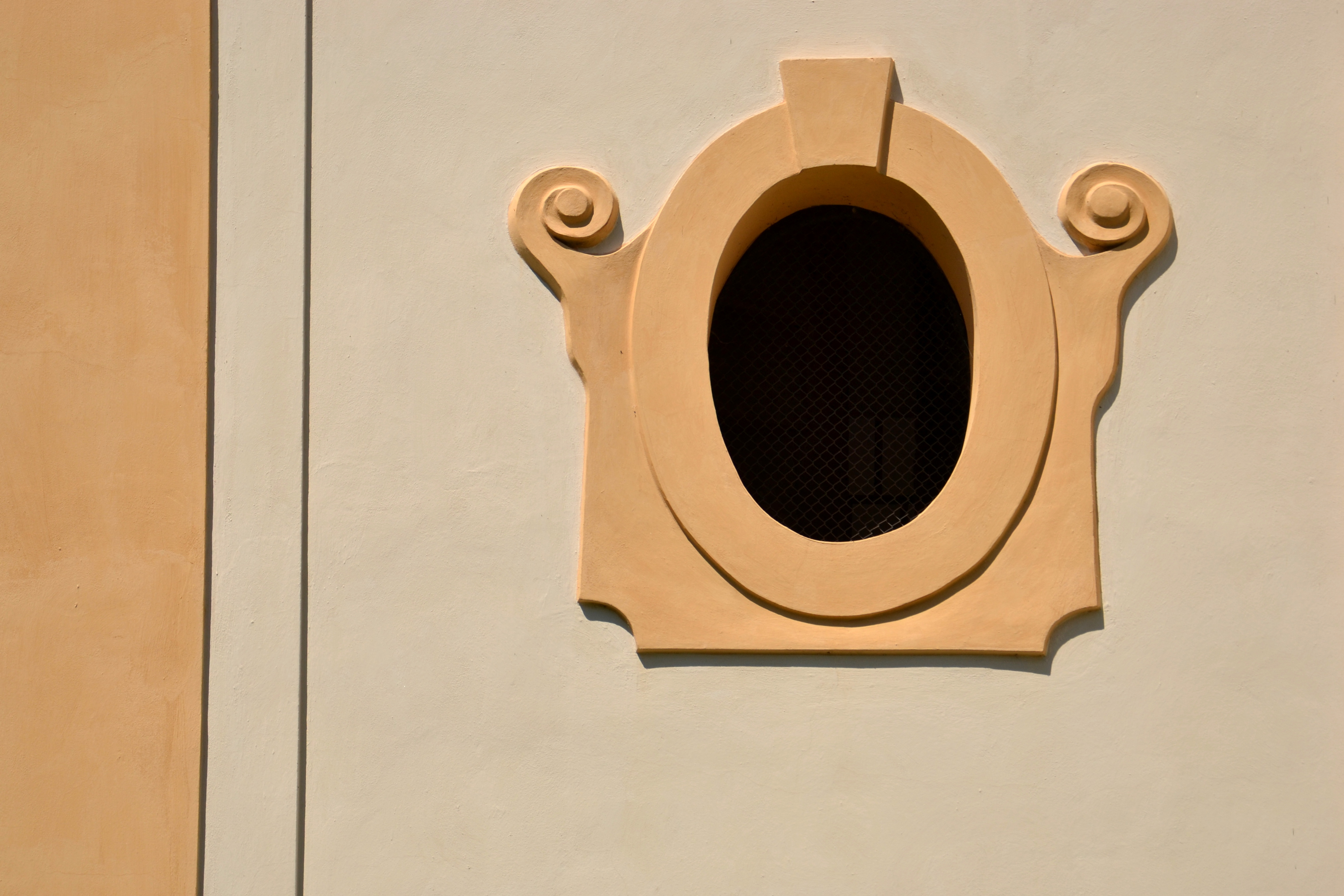
Oválné okno ve spodní části jižní strany věže
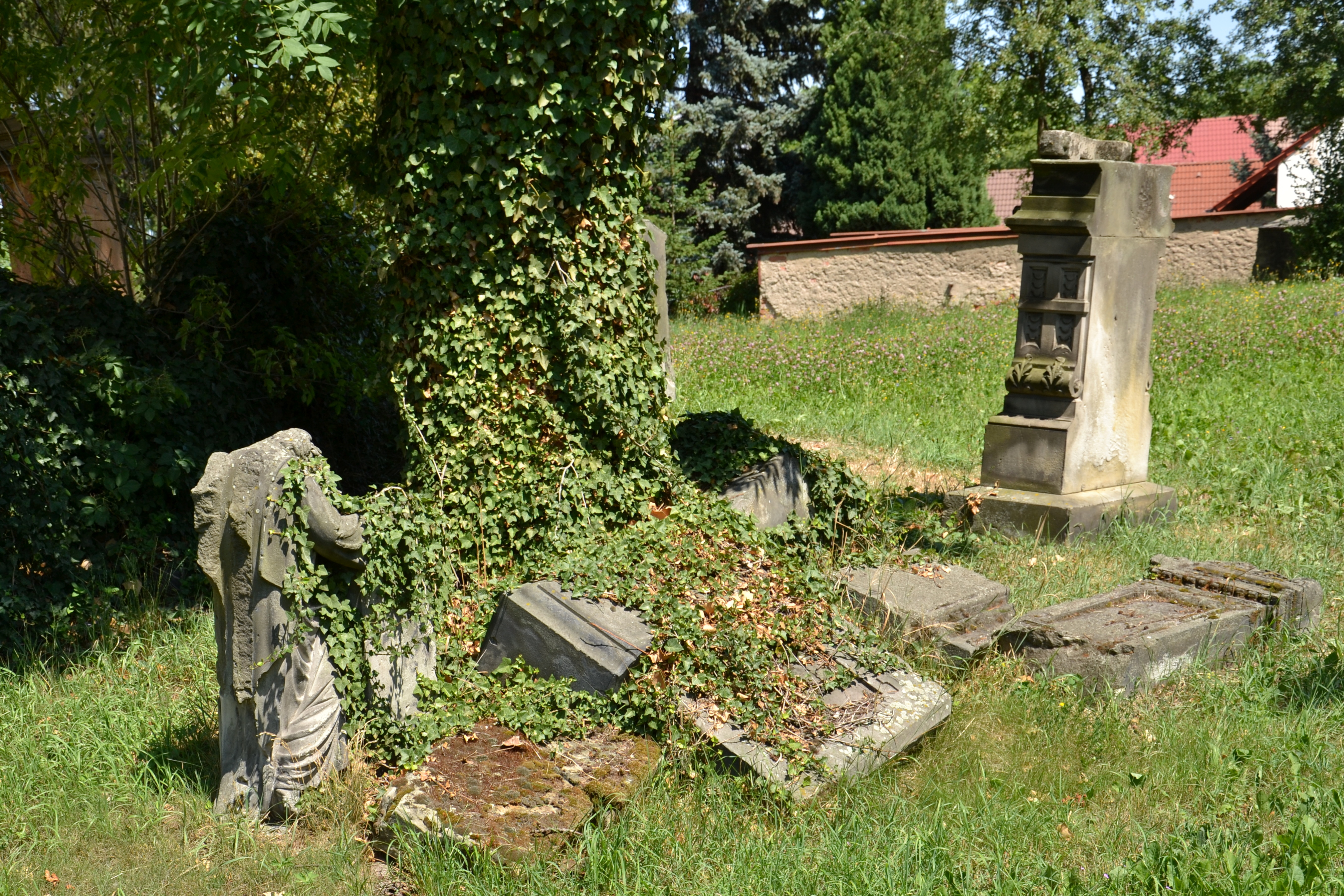
Náhrobky na bývalém hřbitově